# Hertugdømmet Østrig
Hertugdømmet Østrig er en betegnelse for Østrig i perioden fra 1156 til 1453. Østrig var en del af det Tysk-Romerske Rige fra 962. Huset Hohenstaufen fik fra 1138 kongetitlen i det Tysk-Romerske Rige, men lå i konstant konflikt med deres adelige modstandere Huset Welfen. I et forsøg på at bilægge striden gav kejser Frederik Barbarossa Bayern tilbage til Huset Welfen, og samtidig ophøjede han gennem Privilegium minus i 1156 Østrig til et hertugdømme under det Tysk-Romerske Rige. Østrig blev på denne måde uafhængig af Bayern, hvor Østrig indtil da havde hørt under som Markgrevskabet Østrig.
Henrik 2. af Østrig af Babenbergslægten blev den første hertug. Babenbergerne skulle sidde på magten i Østrig frem til 1246, hvor den sidste mandlige linje af Babenbergerne uddøde.
Hertugdømmet Østrig holdt frem til 1453, hvor Rudolf 4. af Østrig gennem en forfalskning af Privilegium Minus med Privilegium Maius ophøjede hertugdømmet til Ærkehertugdømmet Østrig, hvilket skulle bringe habsburgerne på linje med det Tysk-Romerske Riges kurfyrster.
48°13′N 16°22′Ø / 48.22°N 16.37°Ø